# つくばフォーラム
つくばフォーラム（つくばフォーラム）は、NTTの有線アクセスネットワーク（加入者線・ラストワンマイル）に関する最新の技術を紹介する日本の見本市。主催はNTT。

## 概要
以下のような内容で構成される。
- 企画展示
- NTT展示
- 共催団体会員会社展示
- その他出展会社展示
- 基調講演
- 技術交流サロン
  - 共催団体会員会社社員、NTTグループ各社社員、NTT研究所研究員等によるパネルディスカッション

## 実績
- 1990年（平成2年） - 第1回開催
- 2019年（令和元年） - 第30回開催

テーマは「時代を支え 次代を拓くアクセスネットワーク 〜サービスを創出する世界最先端技術と、業務を変革する現場最先端技術〜」。
第30回特別展示として、「これまでのアクセスネットワーク技術の変遷と、NTTアクセスサービスシステム研究所がこれから目指すアクセスネットワーク」についてのパネル展示が行われた。
- 2020年（令和2年） - 第31回開催

テーマは「スマートな社会を実現する アクセスネットワーク 〜IOWN構想を実現する革新技術と、事業へ貢献する先端技術〜」。
新型コロナウイルス感染症の世界的流行により、NTTアクセスサービスシステム研究所での開催を取りやめ、オンラインにて開催。
- 2022年（令和4年） - 第32回開催

開催時期を5月中旬に変更。
2019年以来となるNTTアクセスサービスシステム研究所での開催。
テーマは「社会の変革に向けたアクセスネットワークの新たなチャレンジ」。
NTTアクセスサービスシステム研究所50周年を記念した展示が行われた。
- 2023年（令和5年） - 第33回開催

「つながり続ける今と未来へ 変革に挑戦するアクセスネットワーク」をテーマとして、2023年5月17日（水）、18日（木）開催。